# Biblioteca Pública de la Universidad Nacional de La Plata
La Biblioteca de la Universidad Nacional de La Plata es un organismo creado originalmente como biblioteca pública de la provincia de Buenos Aires, en 1884, a partir de la iniciativa de Francisco P. Moreno, buscando reunir un archivo bibliográfico documental para futuras investigaciones y producciones. Con la nacionalización de la Universidad de La Plata, fue integrada a la dependencia de esta, el 12 de agosto de 1905.
Funciona actualmente en Plaza Rocha, entre avenida 7 y diagonal 78, en la ciudad de La Plata, en un edificio que fue inaugurado en 1935 para que también funcionara la por entonces Escuela de Bellas Artes. Cuenta con cinco salas de acceso público para estudiantes primarios, secundarios, universitarios, terciarios, graduados y ciudadanos en general, con material histórico para préstamos y consultas; y una hemeroteca que contiene un archivo histórico de 3600 publicaciones periódicas y 1080 títulos de periódicos, entre los que se encuentran aquellos pertenecientes a valiosas colecciones argentinas y sudamericanas del siglo XIX y el siglo XX.

## Historia

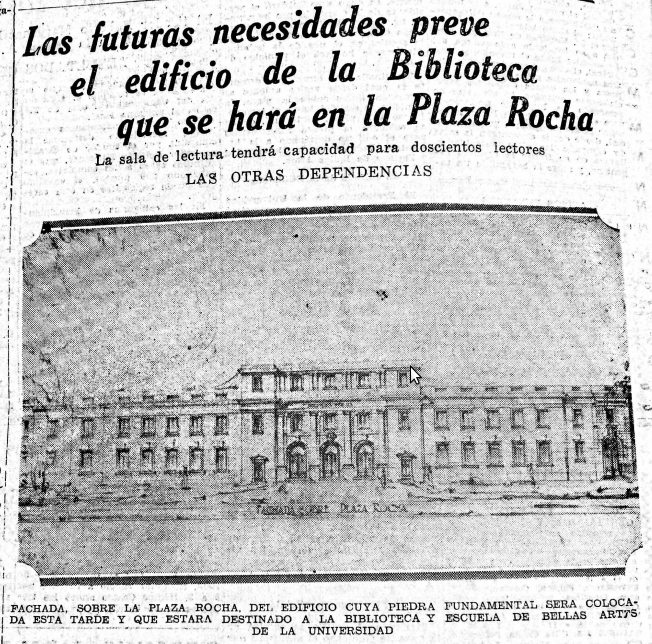
Fachada del nuevo edificio publicada en el diario El Argentino el 20 de noviembre de 1934.

### Orígenes
La Biblioteca Pública de la Universidad Nacional de La Plata fue creada, originalmente, como Biblioteca Provincial dentro del Museo de La Plata, el 19 de septiembre de 1884, a través del Poder Ejecutivo de la recientemente creada provincia de Buenos Aires. Las primeras iniciativas del organismo fueron recolectar y centralizar un amplio archivo bibliográfico documental con el objetivo de futuras investigaciones en las diferentes áreas de producción de conocimientos.
Iniciado el siglo XX, en 1905 y a través de una ley convenio, la institución pasó a depender de la Nación, integrando la recientemente nacionalizada Universidad Nacional de La Plata. El organismo ya contaba con un alto prestigio, con casi 41 000 volúmenes de material bibliográfico, incluyendo la Colección Cervantina, de significación patrimonial.

### Edificio
El 20 de noviembre de 1934 se realizó la colocación de la piedra fundacional para su futura locación y en el 1937 culminaron las obras. El acto fue encabezado por el entonces presidente de la Universidad Nacional de La Plata, Ricardo Levene, acompañado por el mandatario nacional, Agustín Pedro Justo, que luego se retiró para participar en una parada militar, en pleno proceso de la llamada Década Infame. El edificio se levantaría frente a la Plaza Rocha, entre las calles 61 y Avenida 7.

De líneas sencillas pero artísticas, el edificio comprenderá todas las secciones del desenvolvimiento futuro de esta institución que se engrandecerá en brazos de la ciudad. Estas secciones son: la sala de lectura para el público, al que hay que ir conquistando y atrayéndolo bien provisto de libros de todos los tiempos y particularmente de la literatura, ciencia y técnicas contemporánea, y de las revistas que son ágiles instrumentos de información general; la sala de lectura para los niños, con las propias características de ese mundo de vidas que se distingue por su infinita curiosidad y cuyas primeras lecturas pueden ser decisivas; la sala de investigadores y estudiosos; los departamentos de la biblioteca Iberoamericana; y la reconstrucción de las primeras colecciones... comenzando por la de Francisco P. Moreno, el fundador de la biblioteca y del Museo de Ciencias Naturales.
Discurso de inauguración de Ricardo Levene.

El proyecto edilicio buscó situarse fuera de los predios históricos que la universidad platense posee en el Paseo del Bosque, para que tuviera un carácter eminentemente público, con el fin de acercar a la biblioteca al casco histórico de La Plata. La iniciativa fue apoyada por el Poder Ejecutivo, que, en julio de 1934, envió un proyecto de ley al Congreso de la Nación para la construcción el edificio.
La nueva Biblioteca Pública de la UNLP fue proyectada por la Dirección de Arquitectura del Ministerio de Obras Públicas de Argentina, con gestiones iniciadas en 1926. Comenzó a albergar a la por entonces Escuela de Bellas Artes y a la biblioteca.
En 1998, se realizó una remodelación con el fin de adaptar el edificio a un más amplio y exigente orden de actividades que los nuevos tiempos aconsejaban. Su nueva configuración generó una organización y distribución diferente de los sectores de trabajo y de servicios, con el fin de adaptarlos a las necesidades de acceso a la información de los usuarios.

### Escuela de bibliotecarios
El 7 de abril de 1970, se abrieron los cursos de la nueva Carrera de Bibliotecario, en el edificio de la Biblioteca Pública y bajo la dirección de Roberto Couture de Troismonts, con un cambio en el modo de enseñanza. Junto con la tarea académica, se dio inicio al Centro de Sistematización de Datos, que contemplaba la realización de trabajos bibliotecarios de documentación, el Sistema bibliotecario y la creación del Centro de Documentación.

### Centro de documentación
El Centro de Documentación fue inaugurado el 24 de octubre de 1970, con 4000 obras, algunas existentes y el resto adquiridas especialmente. Entre las publicaciones, se destacaban: Bulletin signaletique, del CNRS de Francia; Research en development records, del Clearing House agency de EE. UU.; Historical abstracts; Sociological abstracts; Psicological abstracts; Anthropological abstracts; British technologycal index; Education index; Biológical and agricultural index y el Chemical titles. Todas las colecciones fueron adquiridas con fondos de la Universidad.
El Centro cuenta además con el catálogo de autores y materias de la Biblioteca del Congreso de Washington y llevó a que el Gobierno de Francia donara el catálogo de la Biblioteca Nacional de París, integrado por más de 200 volúmenes.
Además, se incorporaron lectores de microfichas y microfilms, junto a un equipo electrostático para la obtención de fotocopias y matrices para impresión offset. El lector de microfilms es uno de los pocos en operación en Argentina y es usado en peritajes e investigación. Este equipamiento permitió la microfilmación de decenas de periódicos argentinos, conformando un catálogo de más de 2000 títulos.

## Autoridades

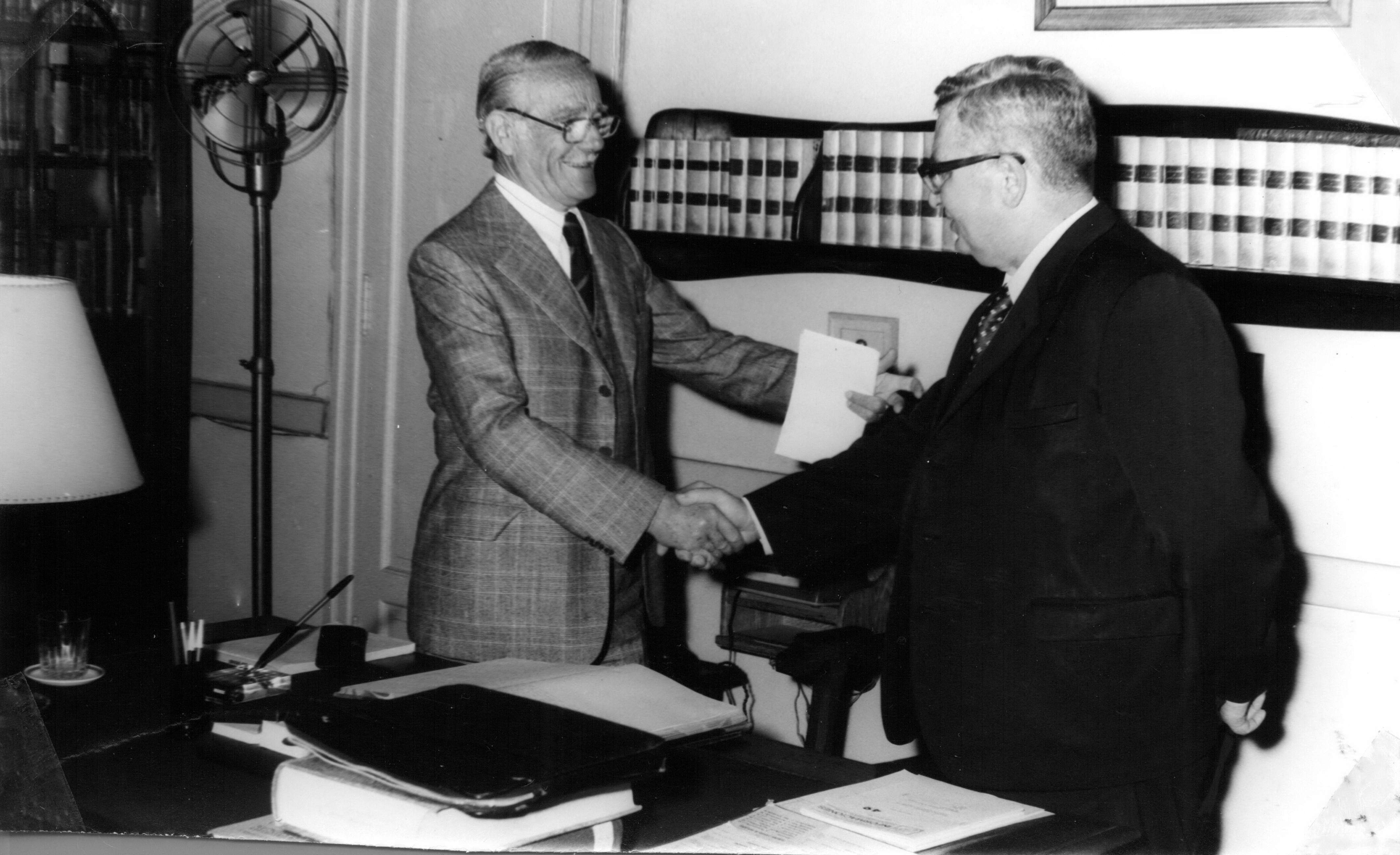
Pascual Cafasso al asumir la dirección de la Biblioteca Pública en septiembre de 1976, cargo que ocupó hasta enero de 1978.

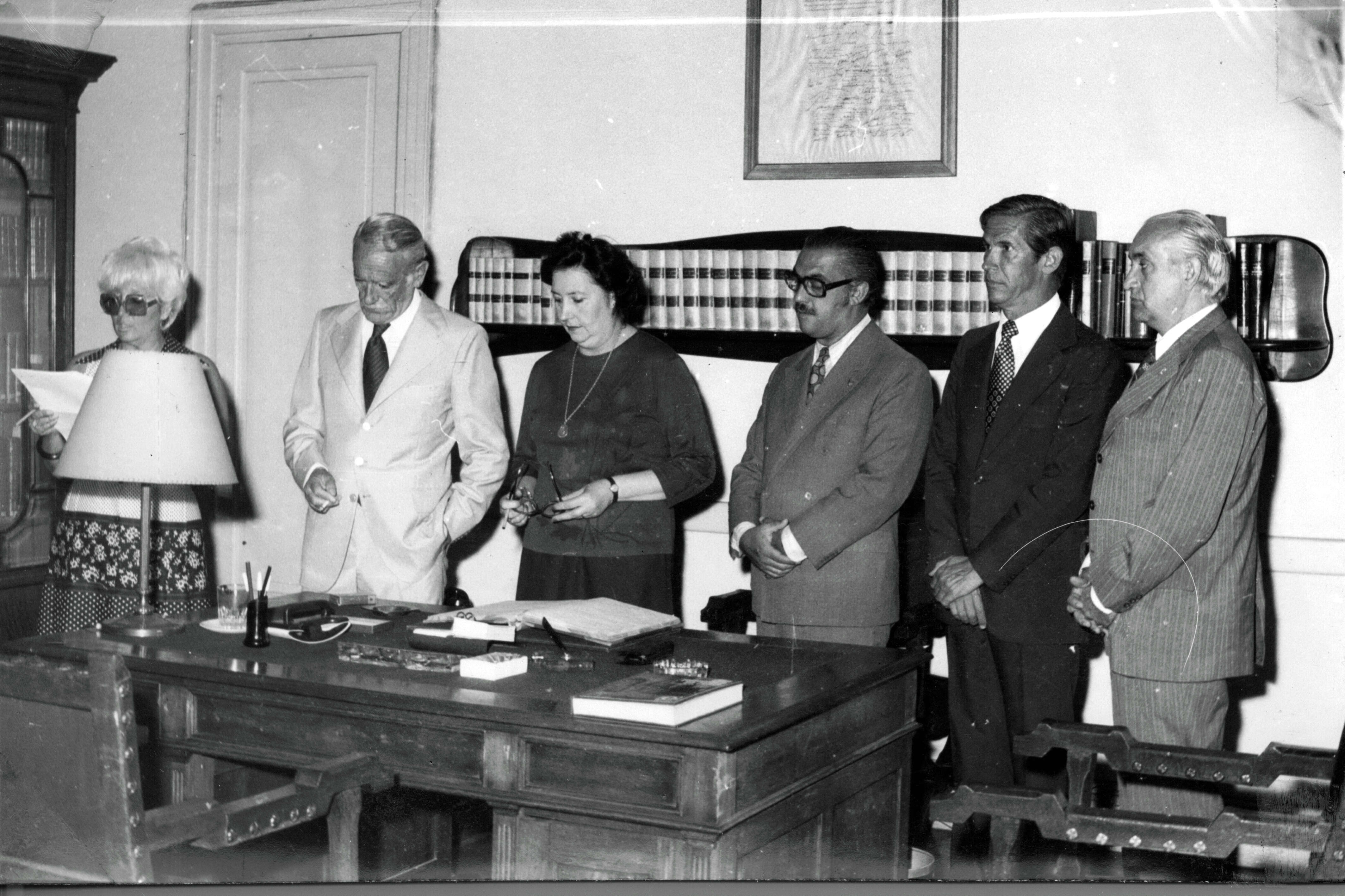
Acto de asunción de Haydée Cervantes de Artola, que fue directora entre enero de 1978 y mayo de 1981.

### Nómina de directores e interventores
| N.º | Director                      | Periodo                          |
| --- | ----------------------------- | -------------------------------- |
| 1   | Francisco P. Moreno           | 1884-1887                        |
| 2   | Augusto Belín Sarmiento       | 1887-1892                        |
| 3   | Clodomiro Quiroga             | 1892-1898                        |
| 4   | Luis Fors                     | 1898-1908                        |
| 5   | Carlos Vega Belgrano          | 1908-1930                        |
| 6   | Alberto Palcos                | 1930-1946                        |
| 7   | Francisco Capelli             | 1946 (Interventor)               |
| 8   | Alfredo Villafañe             | 1946 (Interventor)               |
| 9   | Germiniano Sbuscio            | 1947-1949                        |
| 10  | Guillermo Wallbrecher         | 1949 (Interventor)               |
| 11  | Ernesto Figueroa              | 1949-1950 (Interventor)          |
| 12  | José Zartmann                 | 1950-1952                        |
| 13  | Enrique Villegas Arévalo      | 1952-1955                        |
| 14  | Juan Manuel Villarreal        | 1957-1967                        |
| 15  | Roberto Couture de Troismonts | 1967-1973                        |
| 16  | Lázaro Seigelschifer          | 1973                             |
| 17  | Rodolfo Achem                 | 1973-1974 (Delegado Interventor) |
| 18  | Alejandro Olenchuk            | 1974                             |
| 19  | Eduardo Cincotta              | 1975 (Delegado Interventor)      |
| 20  | Benigno Rodríguez Meitín      | 1975                             |
| 21  | Alberto Oteiza                | 1975-1976                        |
| 22  | Pascual Cafasso               | 1976-1978                        |
| 23  | Haydée G. Cervantes de Artola | 1978-1981                        |
| 24  | Carlos José Tejo              | 1981-1992                        |
| 25  | Ural Amor Pérez               | 1992-1994                        |
| 26  | Daniel Ergasto Martínez       | 1994-1996                        |
| 27  | Javier Fernández              | 1996-2001                        |
| 28  | Norma Mangiaterra             | 2001-2022                        |
| 29  | Marcela Fushimi               | 2022-actualidad                  |

## Catálogos

### Especial

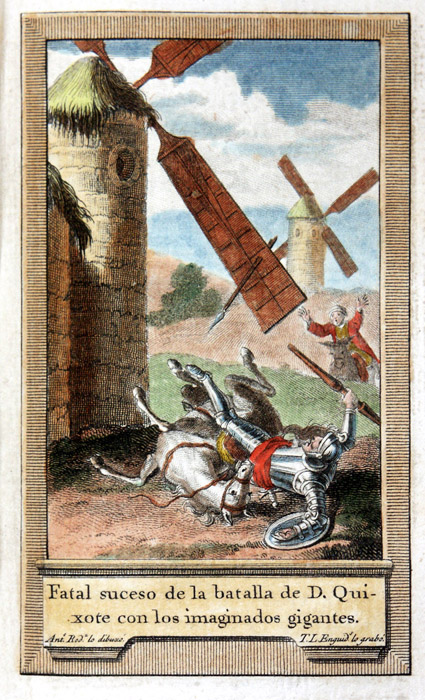
Grabado de Tomás López Enguídanos, 1797/1798.

La Biblioteca Central de la Universidad Nacional de La Plata posee una serie de colecciones especiales:
- Cervantina: con 654 volúmenes de obras de Miguel de Cervantes.
- Emilio Estiú: 2444 volúmenes de obras sobre filosofía y otras disciplinas.
- Ciudad de La Plata: creada el 20 de noviembre de 1981, cuenta con material exclusivamente referidos a la ciudad de La Plata.
- Obras cumbres de la cultura universal: con 3660 volúmenes de primeras ediciones y piezas de valor único.

#### Colección Cervantina, patrimonio de la UNESCO
La Biblioteca Pública postuló a la Colección Cervantina de la UNLP para la convocatoria realizada por el Comité Regional para América Latina y el Caribe del programa «Memoria del Mundo» de la UNESCO. El proyecto tiene como objetivo estimular la protección especial de los acervos documentales de significación regional de los países de América Latina y el Caribe.
La colección, de 500 ejemplares y entre las que se incluyen las denominadas «75 joyas», fue declarada patrimonio documental de la UNESCO en 2018. Entre estos, se destaca la edición en castellano más antigua, editada en Bruselas en 1617 y adquirida por la biblioteca de la UNLP en 1901. Y se conserva la primera edición ilustrada en español, editada por Juan Mommaerte en 1662.

### Incunables
La institución poseía obras incunables que fueron robadas la madrugada del 18 de julio de 1988, que se encontraban resguardadas en una caja fuerte que fue extraída del despacho del director.
Los ejemplares correspondían al período comprendido entre 1440 y 1500, cuando los impresores usaban sus propios tipos y técnicas además de firmar las obras. De los doce volúmenes, ocho integraban el fondo que el Gobierno de la Provincia de Buenos Aires transfirió en 1905 con la nacionalización de la Universidad de La Plata. Uno fue adquirido a la colección Fariní, en 1935; y los restantes en 1961. Además de los doce libros incunables, fueron robados otros treinta y tres, entre rarezas y antiguos, de los siglos XVI al XX, lo que da un total de 45 libros. De una segunda caja, que también fue robada del despacho del director, fueron sustraídas antiguas medallas, fabricadas con incrustaciones de oro, que habían sido donadas por el primer director de esta universidad: Joaquín V. González.
Los textos nunca aparecieron. Se estima que algunos ejemplares pudieron ser sacados del país, para su venta, y que otros se quemaron durante el ilícito, ya que los asaltantes forzaron y abrieron la caja fuerte con un soplete, creyendo que en su interior encontrarían lingotes de oro.
Obras robadas:

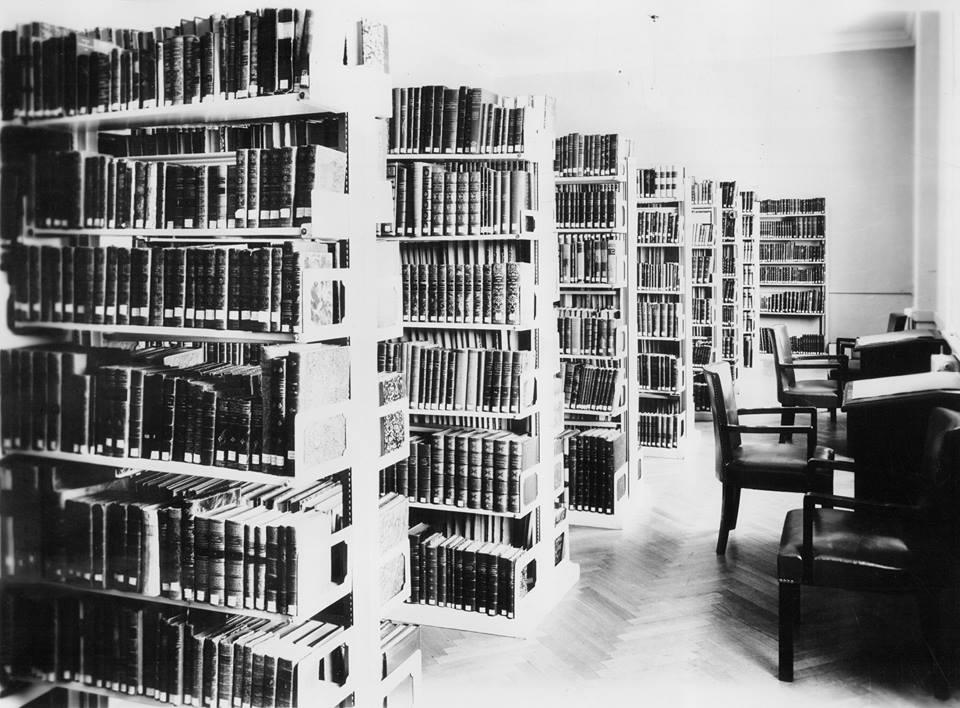
Archivo de la Biblioteca Pública en 1930.

- De bello gallico adversus gothos. (La guerra de las Galias contra los Godos). Manuscrito del siglo XIV.
- Áurea verba, de San Egidio de Asís. Sobre la vida de San Francisco de Asís. Obra impresa en el taller de Gutemberg.
- Suma teológica, de Santo Tomás de Aquino.
- Scriptores astronomici veteres. Obra del siglo XV.
- Epístolas familiares, de Cicerón.
- Décadas, de Tito Livio.
- Tractatus contra hereticam provitatem, de Gonzalo Villadiego.
- De vita tyrannica, de Jenofonte.
- De remediis utriusque fortune, de Petrarca.
- De remediis utriusque fortune, de Adriano de Cartagena.
- De consolatione Theologicae, de Juan Gerson.
- Tractatus contra judaeos, de Juan Pevz.
- Emblemata, de Alciati Andreae (1661).
- Dictionarium histoeicum ac peticum, de Carolo Stephano (1567).
- Las transformaciones, de Ovidio Nason Publio (1639).
- Lezzioni di M. Benedetto Varchi, de Varchi Benedetto (1590).
- Soledades, de Góngora y Argote Luis. Comentados por D. García de Salcedo Coronel (1626).
- La Araucana, de Ercilla y Zúñiga Alonso de. Dirigida al Rey Don Felipe, Volumen II (1776).
- De Bello Punico Libri Septendecim, de Silio Talico (1531).
- Praeclara Nili et Marci Abbatvm. Opera Egraeco en Latinvm Convesa, de Nilo San.
- Varonensi interprete, de Petro Francisco Zino (1557).
- Rime di Monsignor P. Bembo, de Bembo P. Mons (1540).
- De tintinnabulis liber postumus, de Mago de Anglara Jerónimo (1664).
- La República, Platón (1553).
- Les Visiones de Don Francisco de Quevedo Villegas, Oder Wunderbahre Satyrische Gesichte Verteutscht Philander von Sittewalt, de Francisco de Quevedo (1642).
- Recibimiento que hizo la muy noble y muy leal ciudad de Sevilla a la C.R.M. del rey D. Philipe N.S, de Juan de Mal Lara (1570).
- Rimas, de Fernando de Herrera (1786).
- Venetiis, in aedibus Aldi & Andrea Soceri, de Juvenal Decio J. Ivvenalis (1501).
- Emblemata, imaginibus in aes incisi notisque illustrata, de Quinti Horatii Flacci (1583).
- Satyres chrestienes de la cuisine papale, Conrad Badius (1858).
- Antiqvitatesin Nordgavia Romanse (1731).
- Della Gverra Troiana, Ditte Candiano (1543).
- Arte de la lengua mexicana, de Agustín de Ventancur (1673).
- Obras de Don Luys Carrillon y Sotomayor, de Luis Carrillon y Sotomayor (1613).
- Lecciones solemnes de las obras de Don Luis de Góngora y Argote, de José Pellicer de Ossau Salas y Tovar (1630).
- Curiosa filosofia y tesoro de maravillas de la naturaleza (Volumen II), de Juan Eusebio Nieremberg (1643).
- Imprese Illvstri di Diuersi, coi Discorsi, de Camilli Camillo (1586).
- Orlando Furioso, traducido en romance castellano, de Ariosto Ludovico (1556).
- Jordi de Sant Jordi, traduits pur la premiere fois du catalán en français avec une introduction et des notes (1945).
- The Criticarum Lectionum Libellus, de Hesiodo Hortiboni (1600).
- Delle Guerre Civili de Romani, de Appiano (1558).
- Hystorias Tripetita. Caffiodori Fenatoris vi ri dei de Regimine Ecclefie Primitiue (1526).
- Omnia divini platonis opera, de Platón (1548).

## Salas

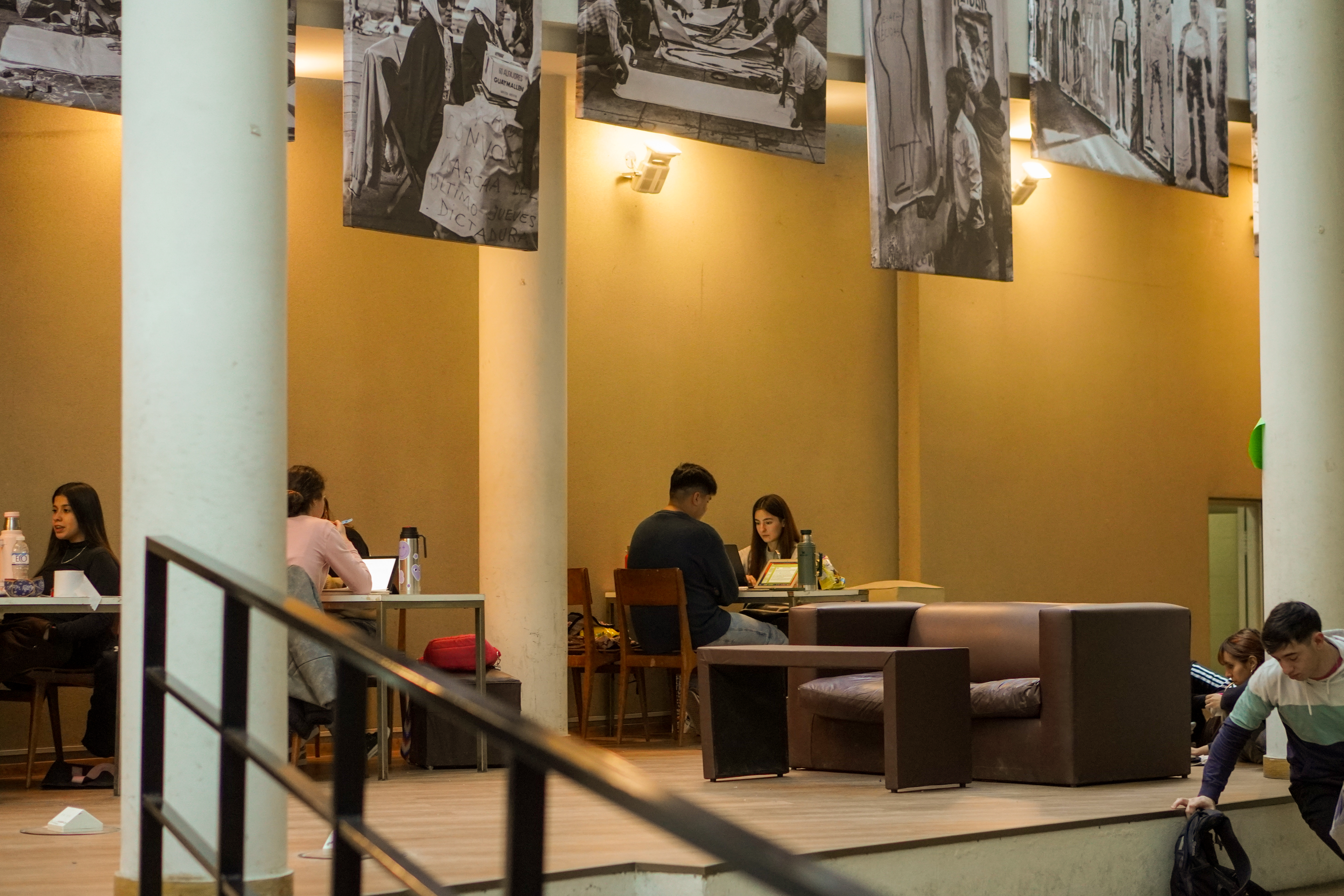
Sala parlante de la Universidad Pública de la Universidad Nacional de La Plata.

### Salas Museo
La sala principal de la Biblioteca Pública de la Universidad Nacional de La Plata contiene libros, mobiliario y obras de arte, como así también periódicos de los siglos XVII, XVIII, XIX y XX, impresos de los Niños Expósitos, mapas, manuscritos europeos y americanos, entre otros. La Sala Museo está conformada por siete salas con colecciones particulares a disposición de usuarios y lectores.
Sala Joaquín V. González
Contiene 64 objetos personales de Joaquín V. González, fundador de la Universidad Nacional de La Plata; entre ellos, gran parte de su dormitorio y biblioteca, compuesta por 787 libros, manuscritos y demás efectos personales. Entre los objetos que se destacan, se encuentran una mesa-estuche de origen francés del siglo XVIII y medallas que le pertenecieron, donadas también por sus descendientes, en 1977.
Sala Juan Ángel Farini
Contiene una colección de 16 934 libros, adquirida en 1934, perteneciente al médico e historiador Juan Ángel Farini, principalmente de geografía e historia argentina y americana.
Sala Alejandro Korn
Cuenta con 2818 volúmenes, cuadros y objetos donados por los hijos de Alejandro Korn, la mayoría de ellos sobre filosofía y psiquiatría, disciplina en la que se destacó dirigiendo el hospital de Melchor Romero y la Sociedad Médica de La Plata, de la que es su fundador.
Sala Arturo Costa Álvarez
Posee 792 volúmenes sobre filosofía y lingüística propiedad del filólogo Arturo Costa Álvarez, donados por sus descendientes en 1957.
Sala Nicolás Avellaneda
Contiene 723 volúmenes sobre derecho y literatura de quien fuera presidente argentino entre 1874 y 1880, Nicolás Avellaneda, que fueron adquiridos en 1885, de su colección personal.
Sala Carlos Sánchez Viamonte
Carlos Sánchez Viamonte fue un abogado, diputado nacional y docente de la Universidad Nacional de La Plata. La sala que lleva su nombre contiene 3800 volúmenes de derecho, economía, sociología e historia, donada por sus descendientes en 1976.
Sala Emilio Estiú
El espacio posee una colección integrada por 2444 volúmenes, en su mayor parte sobre filosofía y humanística, del escritor y profesor de filosofía de la Universidad Nacional de La Plata, Emilio Estiú.

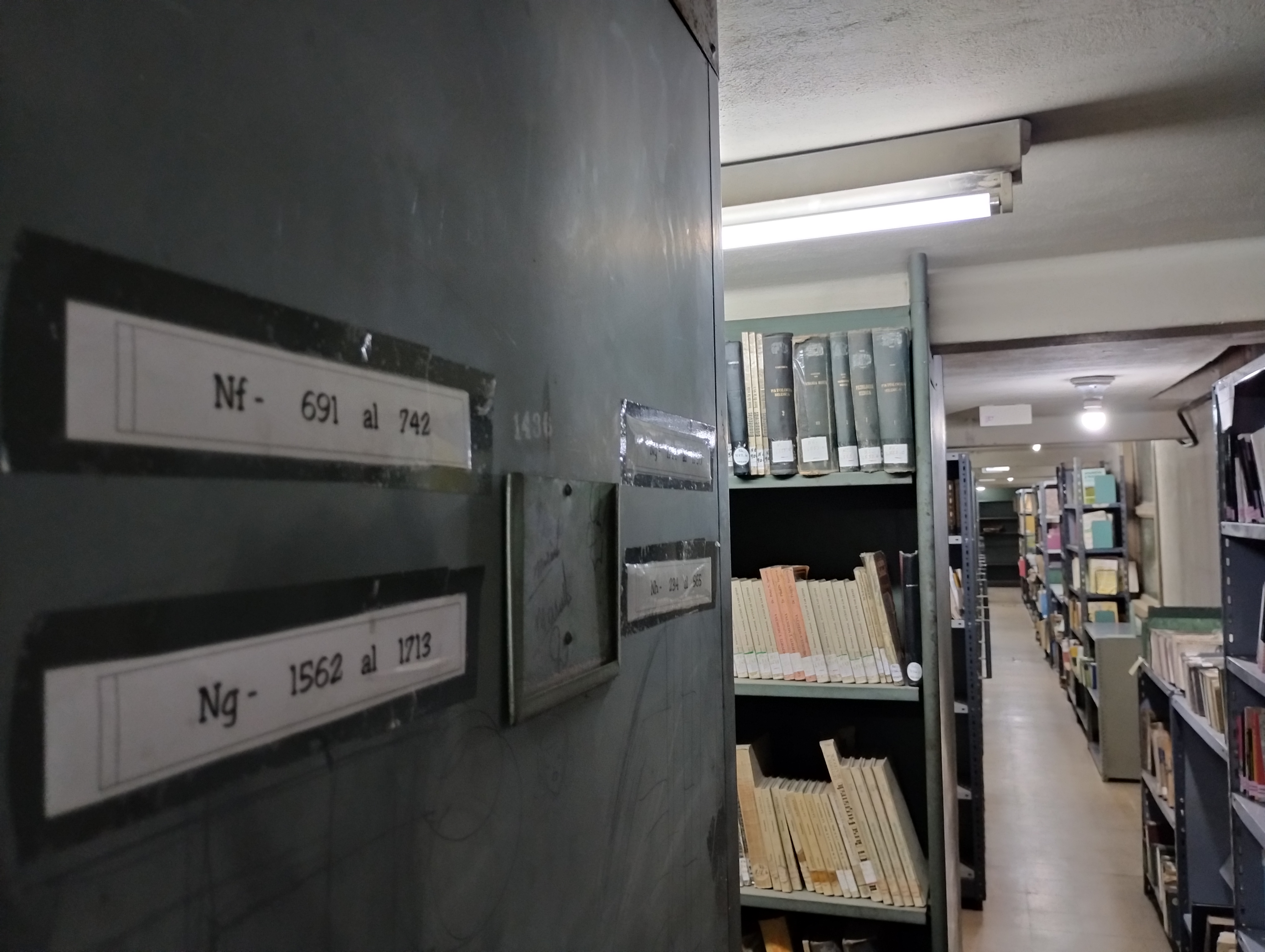
Depósito de la Biblioteca Pública de la UNLP.

### Sala Hemeroteca
Aquí se conservan y clasifican revistas y periódicos, algunos de los cuales se encuentran microfilmados y digitalizados. El catálogo está compuesto por más de 4500 títulos de revistas (argentinas, ibeoamericanas y extranjeras) y 650 de periódicos, destacándose una valiosa colección de diarios del siglo XIX, en algunos casos únicos en el país.

### Sala Parlante
De acceso libre a todo el público, sin necesidad de ser asociado. Destinada a la lectura individual o grupal con material propio.

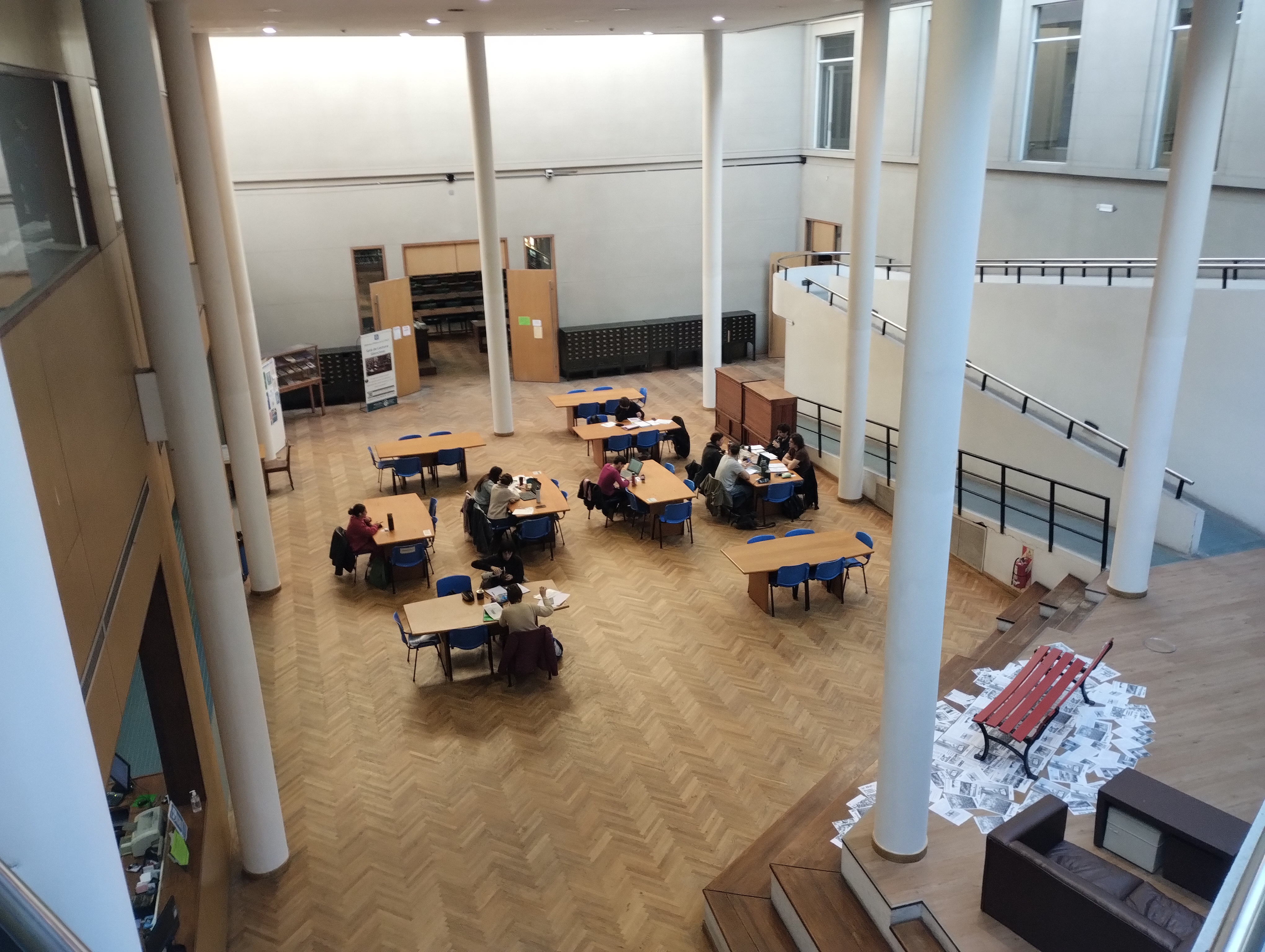
Sala Parlante de la Biblioteca Pública.

### Sala de Lectura
De acceso libre a todo el público, sin necesidad de ser asociado pero presentando identificación al permanecer en la sala. Permite la lectura individual, silenciosa, de material propio o existente en la Biblioteca. 

### Sala Juvenil e Infantil
De acceso libre a todo el público, sin necesidad de ser asociado. Posee material destinado a alumnos de escuelas secundarias, entre los que se encuentran libros de literatura clásica y recreativa, libros de estudio, enciclopedias y diccionarios. Recientemente se ha creado el sector infantil, con material disponible para lectura in situ y préstamo a domicilio, destinado a niños entre tres y doce años.
Se requiere presentar identificación mientras se permanezca en la sala y ser socio para retirar el material en préstamo. Carnet secundario para el material de sala juvenil y carnet infantil para dicho sector. 

### Aula de Navegación
De uso exclusivo para los asociados de la biblioteca. Brinda acceso a Internet y a la Biblioteca Electrónica del Ministerio de Ciencia y Tecnología. Permite la generación e impresión de trabajos de los usuarios. 

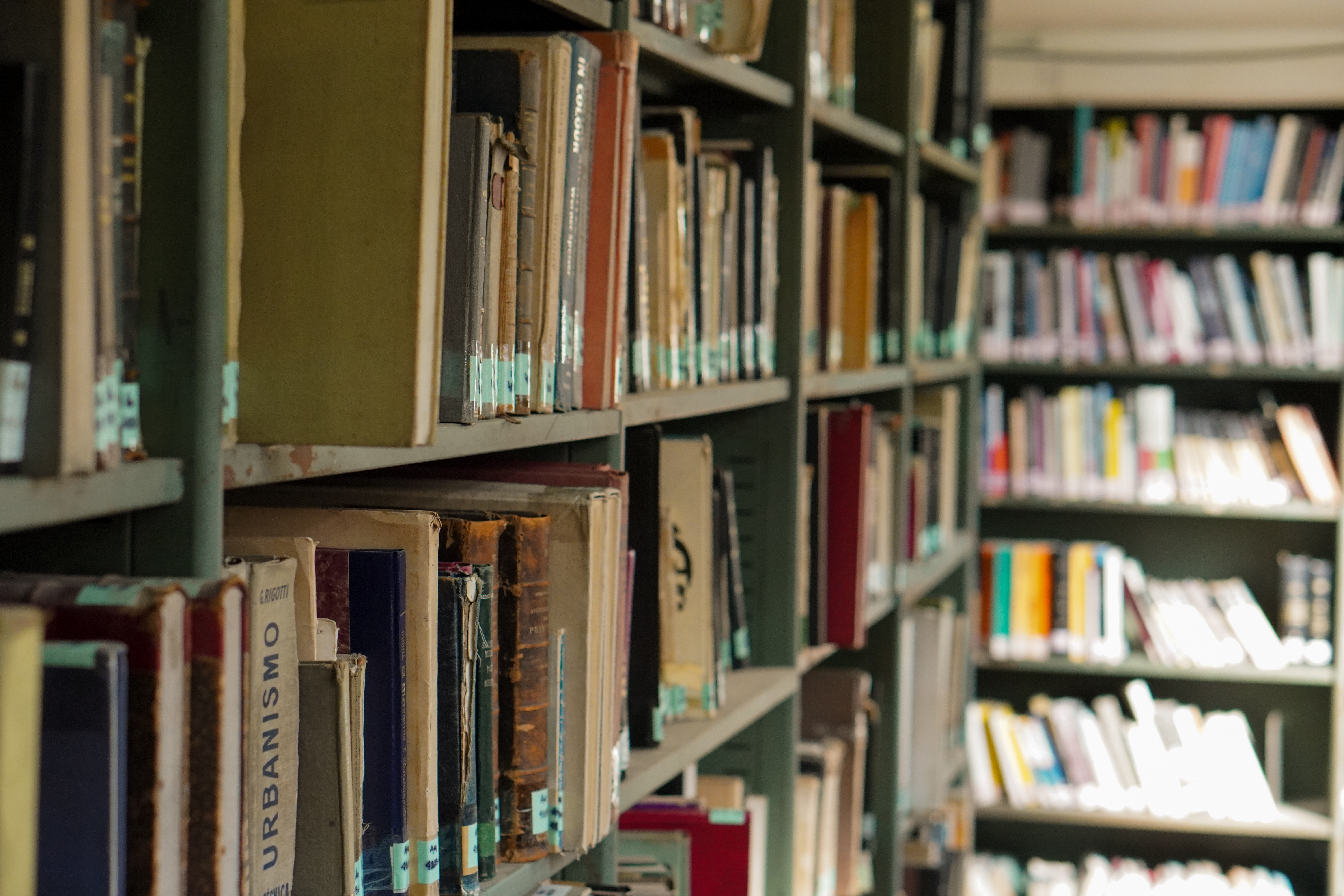
Depósito de la Biblioteca Pública.
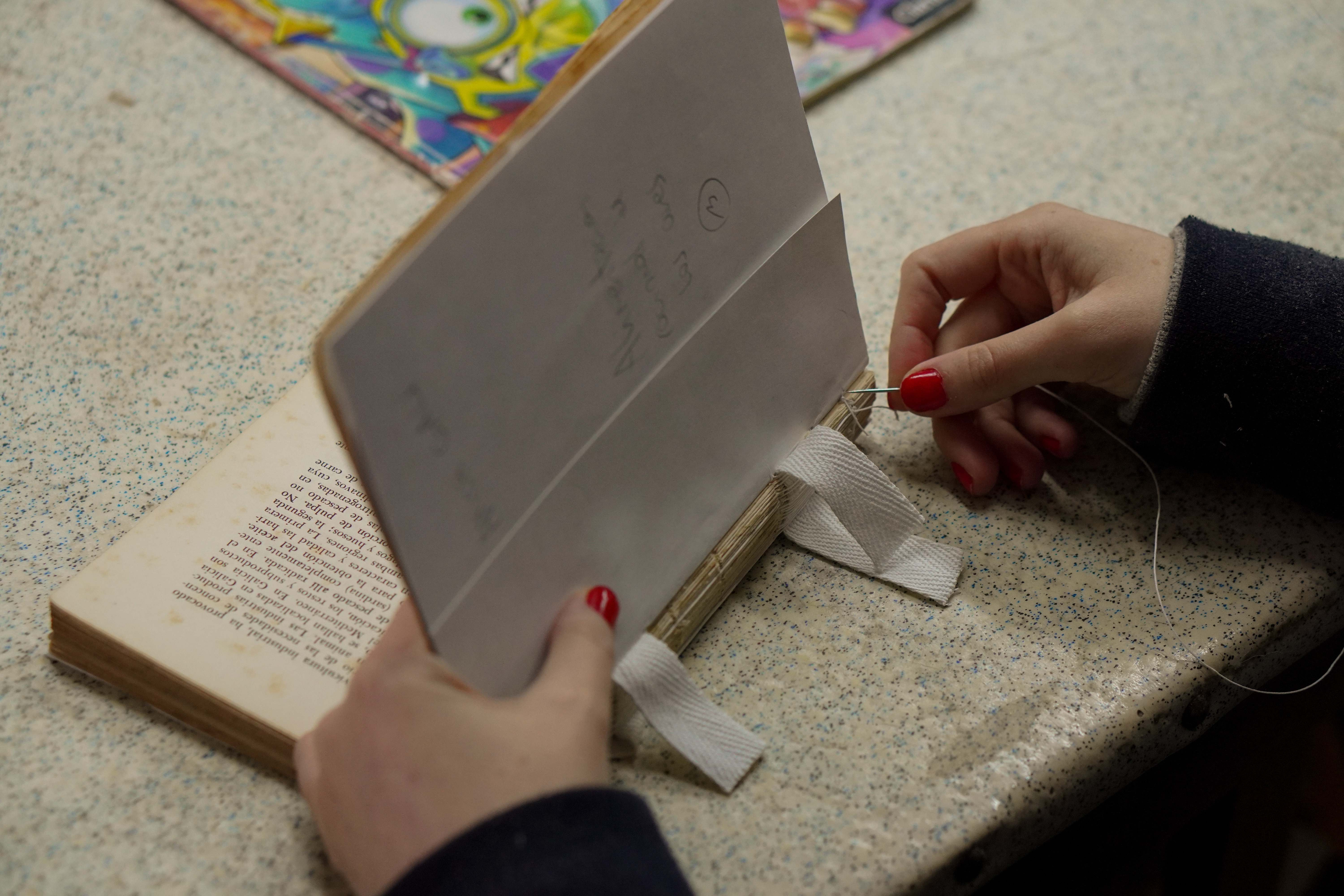
Trabajos de encuadernación y conservación en la Biblioteca.
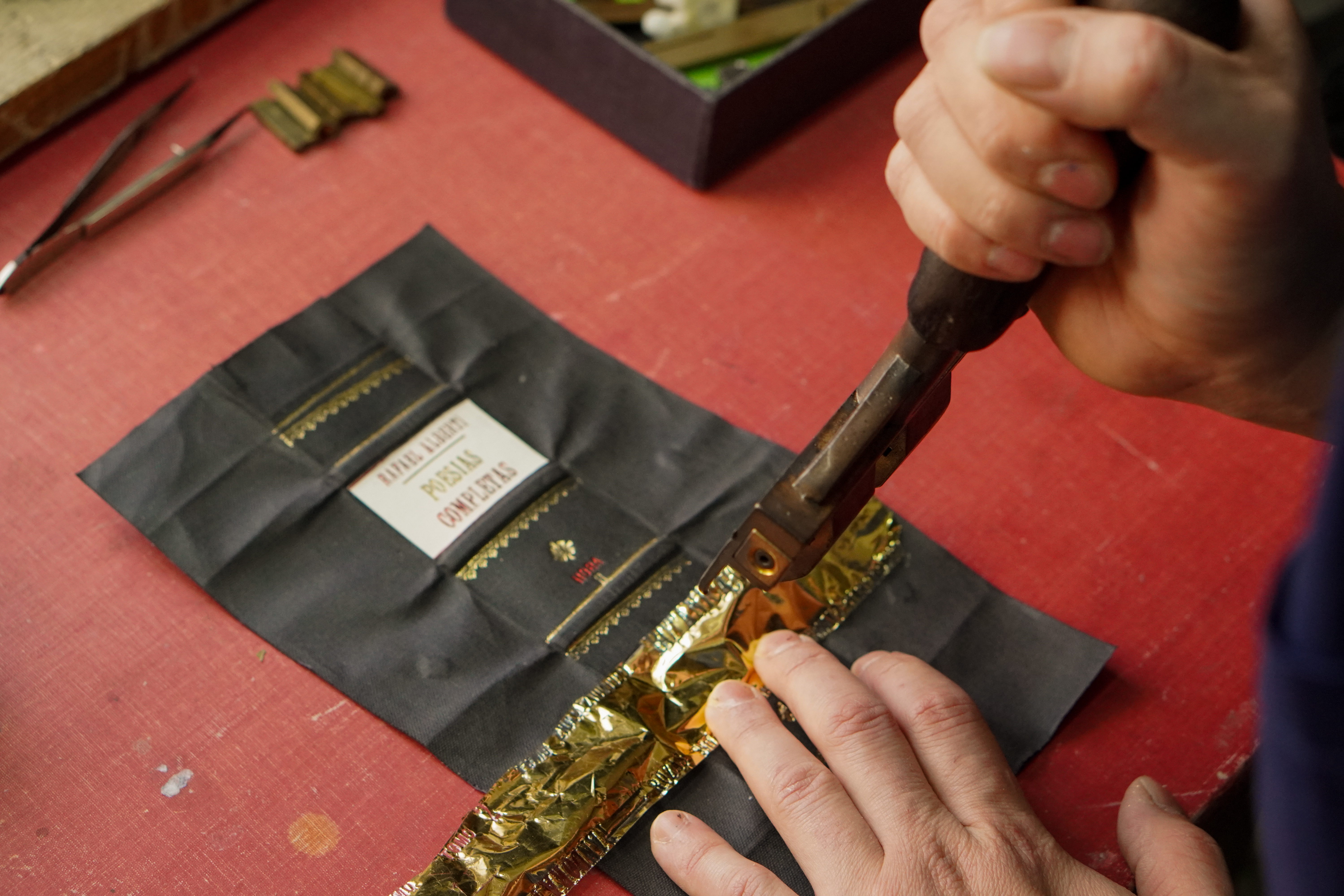
Trabajos de encuadernación y conservación en la Biblioteca.
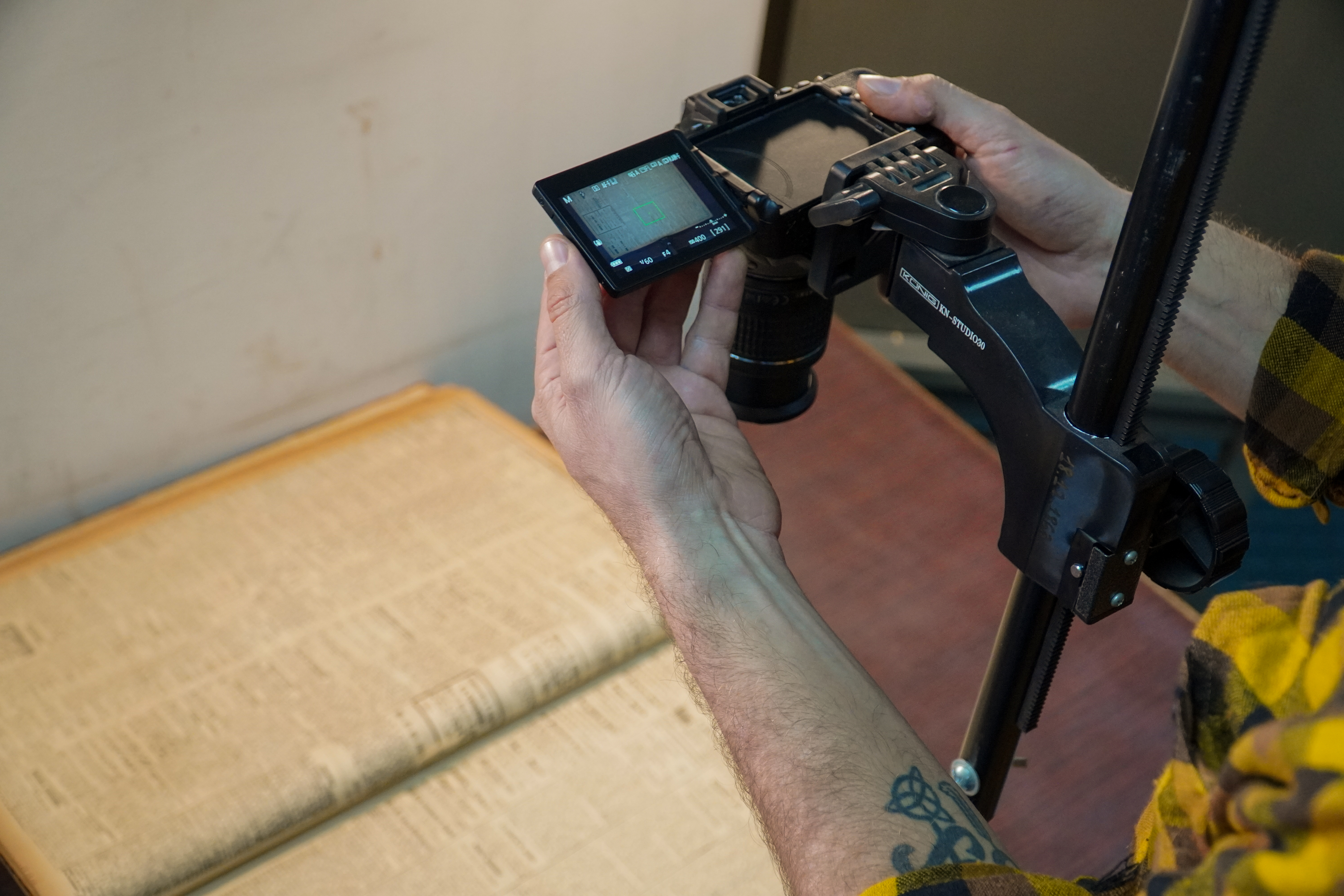
Digitalización de documentos en la Hemeroteca de la Biblioteca Pública.